# Stenohippus aequus
Stenohippus aequus är en insektsart som beskrevs av Boris Petrovich Uvarov 1926. Stenohippus aequus ingår i släktet Stenohippus och familjen gräshoppor. Inga underarter finns listade i Catalogue of Life.